# بيت سومرز
بيت سومرز (بالإنجليزية: Pete Sommers)‏ هو لاعب كرة قاعدة أمريكي، ولد في 26 أكتوبر 1866 في كليفلاند في الولايات المتحدة، وتوفي بنفس المكان في 22 يوليو 1908.

## وصلات خارجية
- بيت سومرز على موقعبيزبول رفرنس.كوم (الدوري الرئيسي) (الإنجليزية)